# National Gallery (film)
Pour plus de détails, voir Fiche technique et Distribution.
National Gallery est un film documentaire américain réalisé par Frederick Wiseman, sorti en 2014. Il est présenté à la Quinzaine des réalisateurs au Festival de Cannes 2014.
Ce documentaire est consacré à la National Gallery, célèbre musée londonien.

## Synopsis
À la National Gallery, des guides présentent des œuvres d'art à des groupes de visiteurs dans les salles du musée. Des conservateurs répondent à des interviews, une équipe de télévision enregistre un reportage. Les expositions consacrées aux grands maîtres se succèdent, de l'installation par des ouvriers au vernissage avec des invités triés sur le volet. Les administrateurs du musée se concertent sur le budget de l'institution ou la relation à avoir avec le public. Des artistes ou des amateurs copient les tableaux. Des experts les étudient ou les restaurent. Un pianiste, des danseurs accompagnent les œuvres de leur performance. Des activistes déploient une banderole sur la façade du musée. Pendant ce temps, les spectateurs défilent en silence pour observer les œuvres. Pour finir, une série de visages peints, jeunes et vieux, regardent le spectateur.

## Fiche technique
- Titre français : National Gallery
- Réalisation : Frederick Wiseman
- Scénario : Frederick Wiseman
- Pays de production :  États-Unis
- Format : Couleur - 35 mm - 1,85:1
- Genre : Film documentaire
- Durée : 180 minutes
- Dates de sortie :
  - France : 17 mai 2014 (Festival de Cannes 2014)
  - France : 8 octobre 2014 (sortie nationale)